# Gryts kyrka, Östergötland

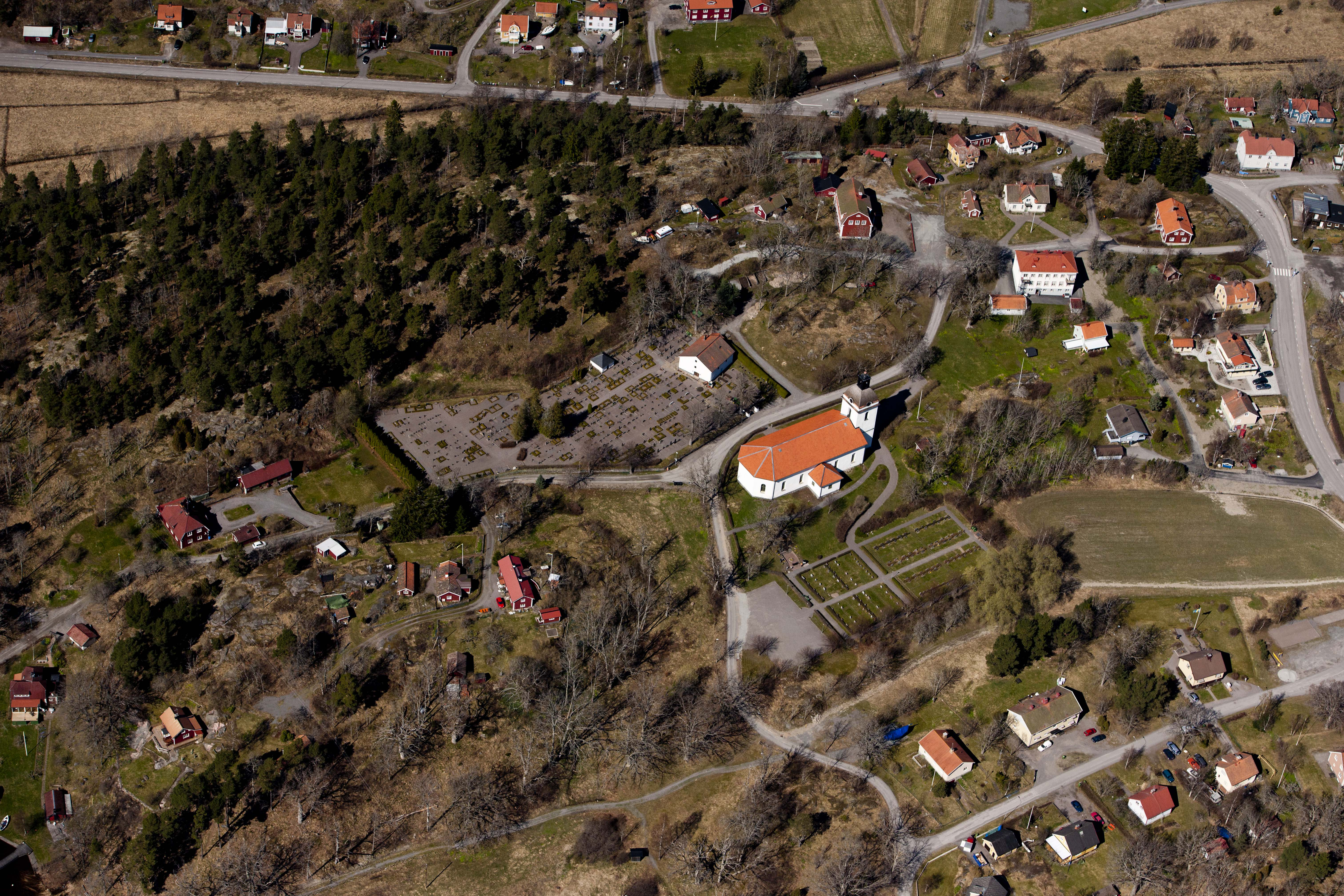
Gryts kyrka från luften 2011.

Gryts kyrka är en kyrkobyggnad i Gryt i Östergötland.  Den är församlingskyrka i Valdemarsviks församling, Linköpings stift.

## Namnet
Namnet (1378 Gryto) kommer från ön där kyrkan anlades. Önamnet Gryta är bildat av gryt, 'stenanhopning, stenig mark'.

## Kyrkobyggnaden
Ursprungliga kyrkan på platsen var en liten stenkyrka uppförd på 1300-talet. Den låg norr om nuvarande kyrka och revs 1798. Sakristian bevarades och har byggts om till en lillkyrka som heter Sankt Olofs kapell. Nuvarande stenkyrka är byggd 1798–1800 i nyklassicistisk stil. Dess orientering är nordöst/sydväst. Kyrkan består av rektangulärt långhus med ett tresidigt avslutat kor i sydväst. 
Mitt på långhusets sydöstra sida finns en sakristia och vid nordöstra sidan finns ett kyrktorn. Den äldsta kända kyrkan i Gryt var en liten medeltida stenkyrka helgad åt Sankt Olof. 
År 1423 omnämns en kyrkoherde i Gryt men i övrigt är föga känt om kyrkans ålder. En rekonstruktion baserad på sockenstämmoprotokoll från 1600- och 1700-talen visar en kyrka med rektangulär plan med rakslutet korparti, sakristia i norr och ett vapenhus framför sydportalen. Torn saknades och klockan hängde i en stapel som var placerad där den nuvarande kyrkan ligger. Över den västra porten i kyrkogårdsmuren fanns det en ovanlig anordning i form av en slags predikstol av sten, välvd och med trappor, bönepall och med pulpet. Det sägs att prästerna brukade bestänka kyrkobesökarna med vigvatten från denna predikstol. Öppningen murades igen 1715. År 1659 genomgick kyrkan en större reparation då bl a ett platt innertak tillkom, fönsteröppningarna förstorades och en ny dörr tillkom på västgaveln. År 1708 byggdes en ny, större sakristia, troligen delvis på medeltida murar i sydöst. 
Då en ny kyrka byggdes 1798-99 revs den gamla kyrkan med undantag för sakristian som sparades som materialbod. År 1848 byggdes den på och användes som sockenmagasin. Användningen ändrades åter 1906 då den ombyggdes till kapell. Vid denna ombyggnad påträffades två gravhällar från 1700-talet under golvet. På 1940-talet byggdes ett bisättningsrum i anslutning till gravkapellet. Kapellet används även som gudstjänstrum vintertid och kallas S:t Olofs kapell.
Stifts- och länsbyggmästaren Casper Seurling fick i uppdrag att rita och bygga den nya kyrkan. År 1793 fanns färdiga ritningar som visar en kyrka med ett rektangulärt långhus med tresidigt avslutat kor i söder, sakristia mitt på östra sidan och torn i norr. Seurling fick förhinder och uppdraget övertogs av byggmästare Berg från Fogelvik. Kyrkan byggdes 1798-99 på en höjd strax öster om den gamla enligt Seurlings ritningar. Berg genomförde vissa förändringar, bl a att murarna skulle höjas för att ge mer utrymme för läktarna och en vackrare valvform. Det flacka takfallet medförde att man redan efter ett par år fick ersätta den ursprungliga spånbeläggningen med ett tegeltak. Invändigt pryddes koret av en stor altartavla med tillhörande uppställning av konstnären Pehr Hörberg. Målaren, tecknaren, grafikern och skulptören Pehr Hörberg (1746-1816) var sin tids mest anlitade kyrkomålare. Han har målat 87 altartavlor varav 57 i Östergötland. En orgel tillkom 1835 tillverkad av orgelbyggaren Pehr Zacharias Strand i Stockholm.
Den första större inre restaureringen kom till stånd 1875 under arkitekt Otto A Mankells ledning. Han ritade en ny läktarbarriär och en ny predikstol som blev placerad närmare koret. Bänkinredningen byttes ut till öppna bänkar, bänkarnas placering förändrades och korbänkarna borttogs. Vid arkitekten Johannes Dahls restaurering 1951-52 återfick predikstolen sin ursprungliga plats intill sakristieingången och bänkarnas placering ändrades åter samt försågs med nya gavlar. Fönstren försågs med antikglas, och torntrappan i vapenhuset ersattes av läktartrappor i nedre långhuset. År 1976 byggdes fler utrymmen in under läktaren, bl a besöksrum och wc. Ingenjör Ture Jangvik vid K-Konsult har varit ansvarig för de senare årens restaureringar, bl a har takteglet bytts ut, predikstolen flyttats fram, och interiören ommålats enligt äldre färgsättning.
På kyrkogården är tonsättaren Ture Rangström begravd.

## Inventarier
- Altartavlan är målad 1802 av Pehr Hörberg.[3] Dess motiv är Jesu himmelsfärd.
- Predikstolen är från 1875.
- Dopfunten av röd granit är från 1925.

### Orgel
- Orgeln på sexton stämmor tillverkades 1835 av Pehr Zacharias Strand, Stockholm. Den renoverades 1961 av Jacoby Orgelverkstad. Orgeln är mekanisk och har ett tonomfång på 54/25.

| Huvudverk         | Pedal         | Koppel  |
| Principal 16’ D   | Subbas 16’    | Man/Ped |
| Borduna 16’ B/D   | Violon 16’    |         |
| Principal 8’      | Violoncell 8' |         |
| Flagflöjt 8’      | Oktava 4’     |         |
| Salicional 8’     | Basun 16’     |         |
| Gamba 8’          |               |         |
| Oktava 4'         |               |         |
| Flöjt 4'          |               |         |
| Oktava 2'         |               |         |
| Regula mixta 3 ch |               |         |
| Trumpet 8' B/D    |               |         |
| Vox humana 8' D   |               |         |

## Bilder

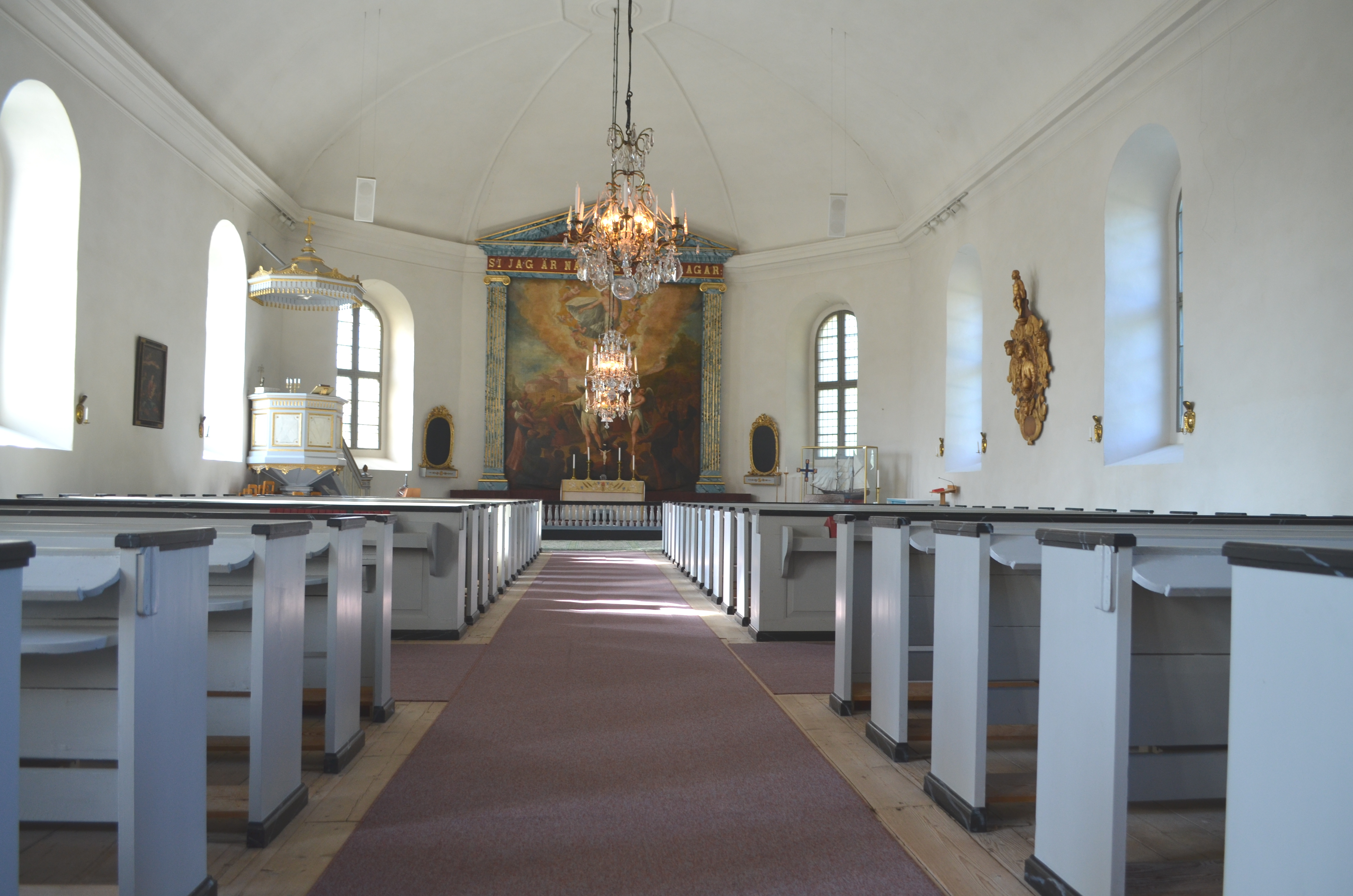
Kyrksalen
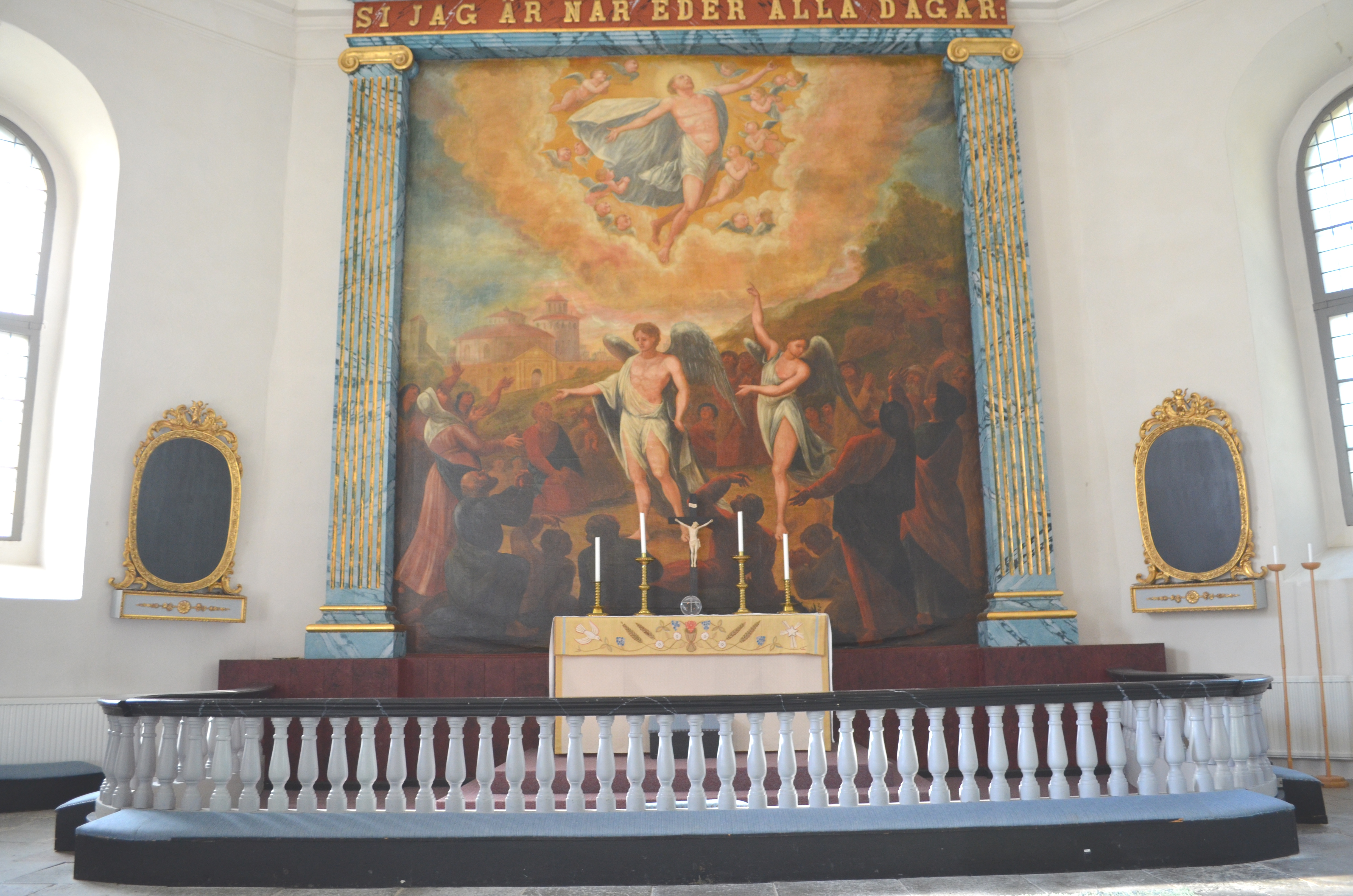
Altaret
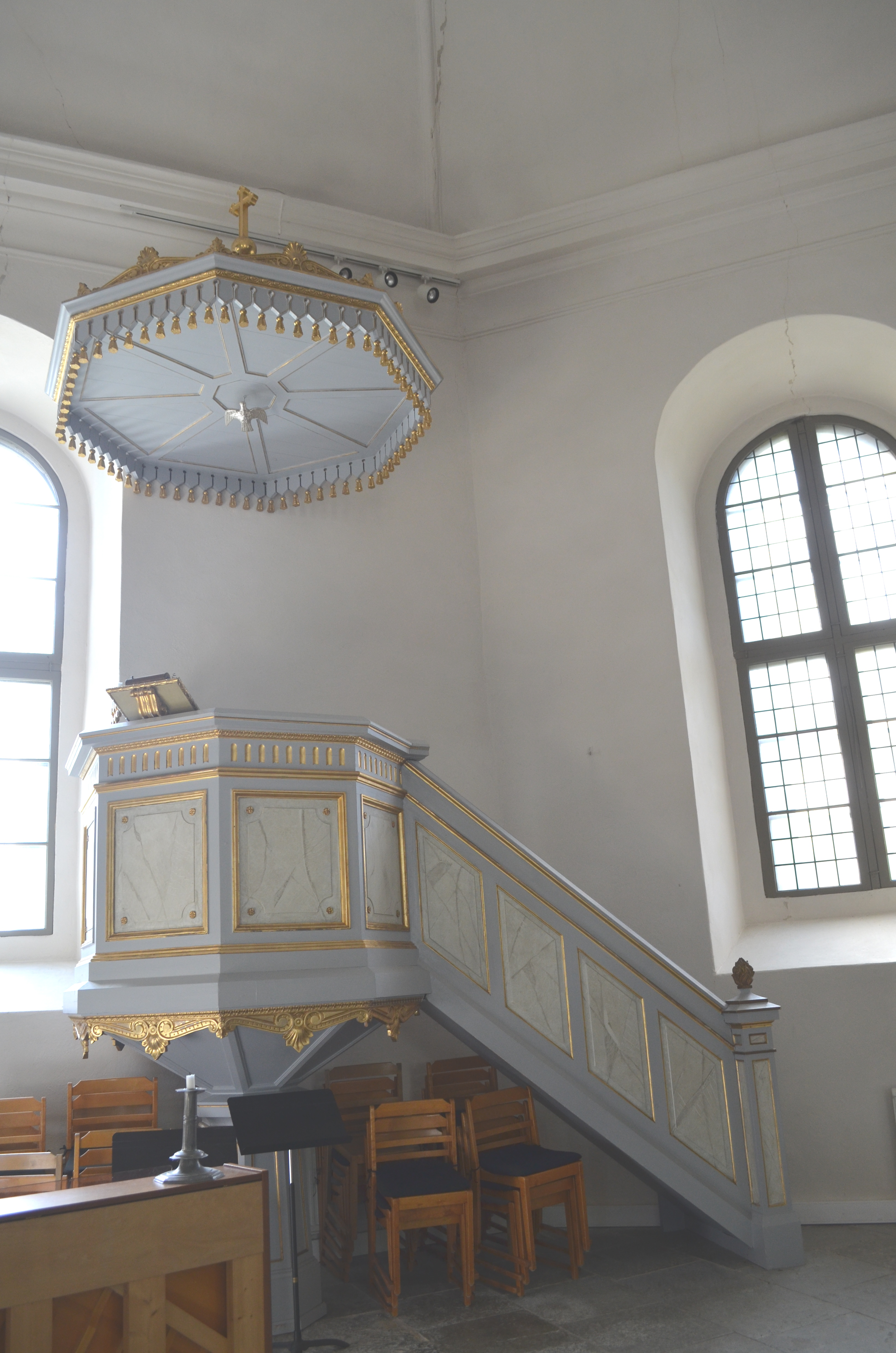
Predikstolen
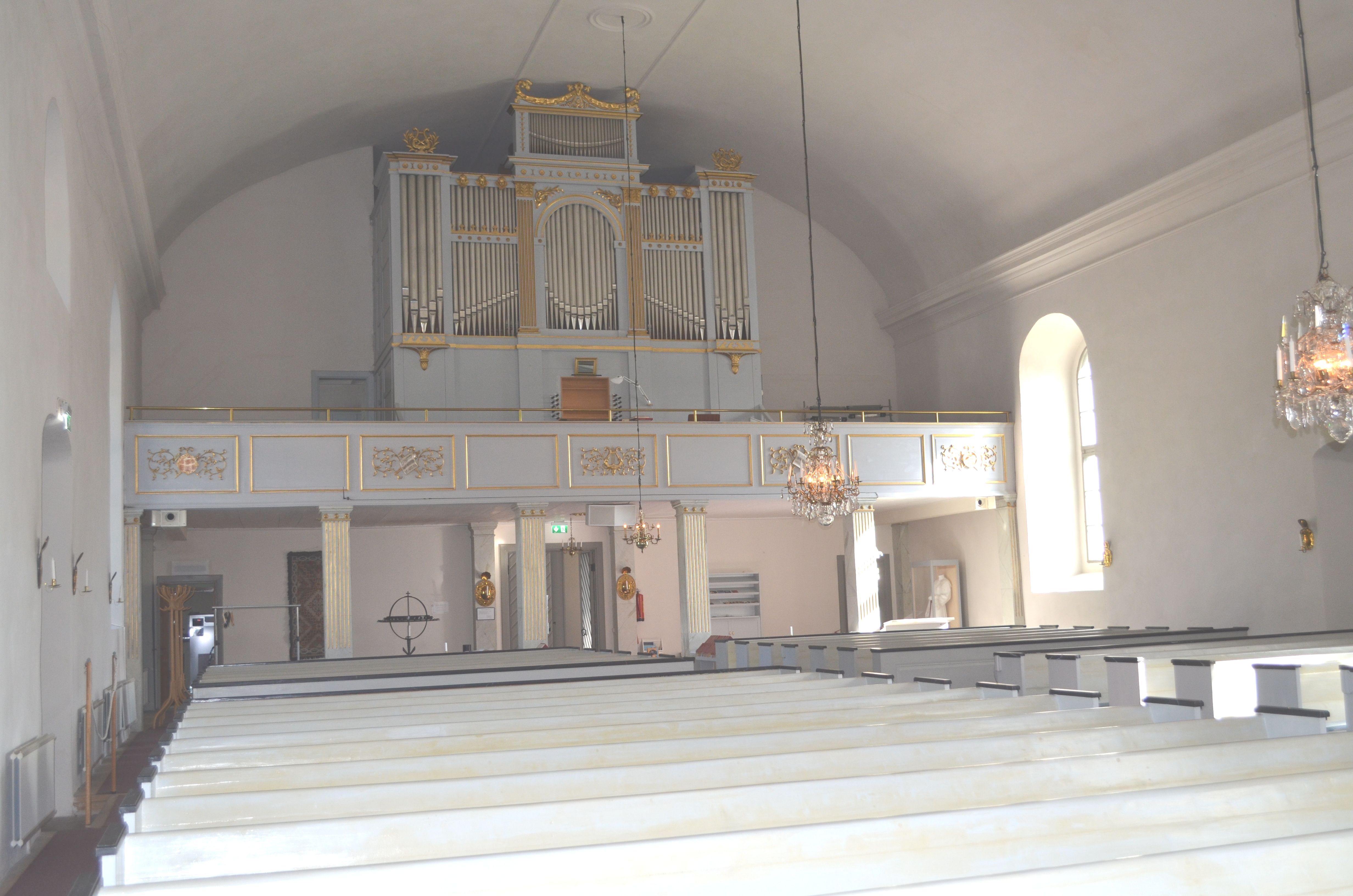
Orgelläktaren
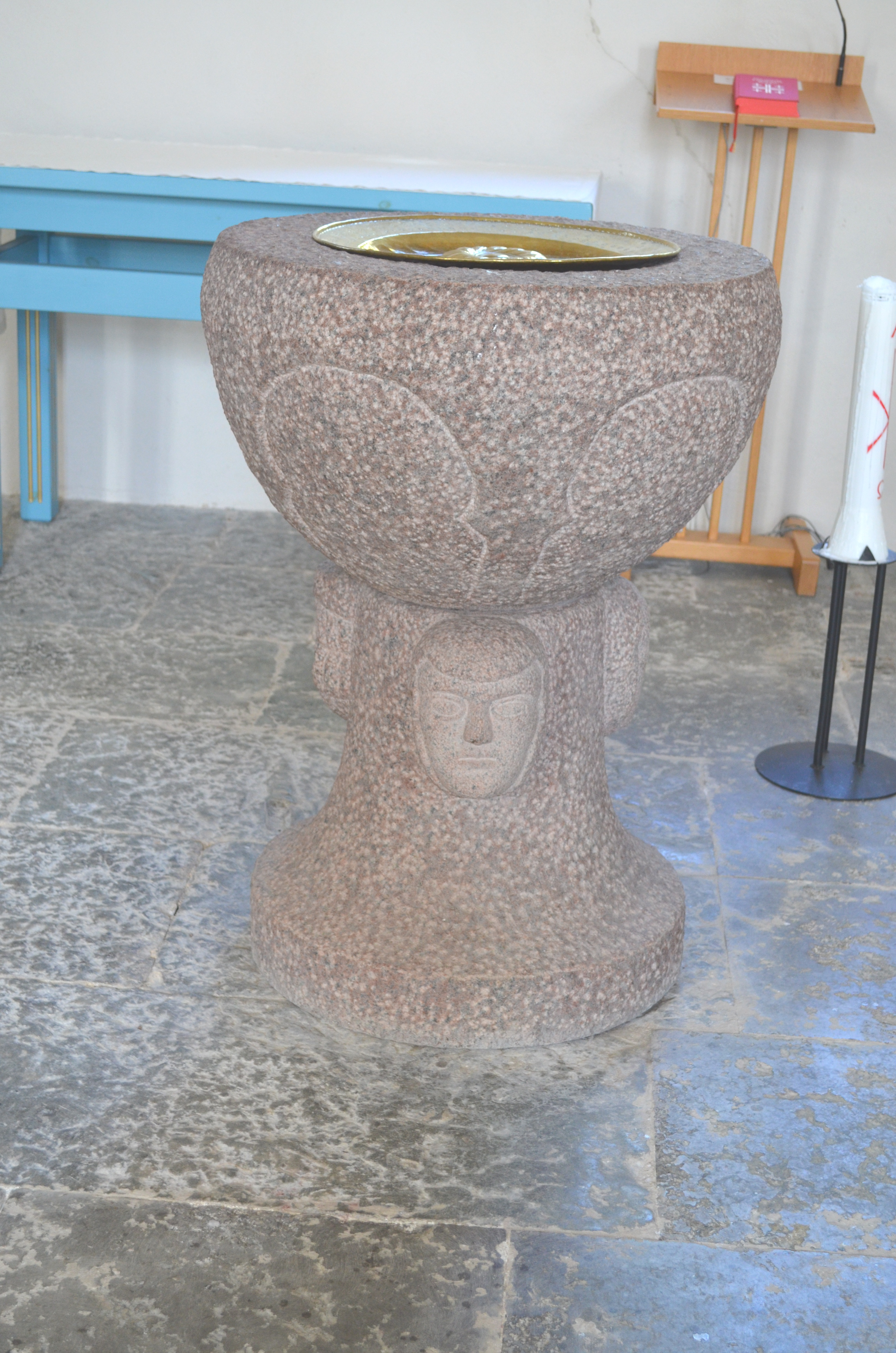
Dopfunten